# Vakhtang Kikabidze
Vakhtang Kikabidze (in georgiano ვახტანგ კიკაბიძე?, in russo Вахта́нг Константи́нович Кикаби́дзе?, Vachtang Konstantinovič Kikabidze) detto Buba Kikabidze (ბუბა, Буба) (Tbilisi, 19 luglio 1938 – Tbilisi, 15 gennaio 2023) è stato un cantante, attore e politico georgiano, fino al 1991 sovietico.
Protagonista del famoso film di Georgij Danelija Mimino (1978), venne insignito nel 1980 del titolo di Artista del Popolo della RSS Georgiana.

## Biografia
Suo padre, Konstantin Kikabidze, scomparve al fronte durante la seconda guerra mondiale, vicino a Kerč. Per molti anni Vakhtang lo cercò, ma l'unico elemento a sua disposizione era il nome dell'uomo, inciso sul monumento dedicato ai difensori di Kerč.
Il suo percorso scolastico fu molto difficile, egli impiegò quattordici anni per terminare gli studi primari invece dei dieci previsti. In compenso Kikabidze si laureò brillantemente all'Università di Tbilisi nel 1957, ad appena 19 anni, e si perfezionò presso l'Istituto di lingue straniere di Tbilisi tra il 1961 e il 1963. Fece quindi parte dell'Orchestra Sinfonica di Tbilisi.
Iniziò la carriera di attore cinematografico nel 1966. Nello stesso anno Kikabidze entrò nell'ensemble musicale folk rock e pop rock Orèra (in georgiano: ვია ორერა), fondato nel 1961 da Robert Bardzimashvili.
Nel 1977 fu diretto nel film Mimino che gli diede fama internazionale.
Divenuto cantante solista negli anni 90, incise otto album ed effettuò innumerevoli tournée in tutta l'ex URSS ma anche in altri paesi del mondo.
Nel 2008, in reazione alla seconda guerra dell'Ossezia del Sud, Kikabidze cancellò la serie di concerti previsti in Russia e rifiutò l'Ordine dell'Amicizia che gli era stato assegnato da Mosca.
Membro del Movimento Nazionale Unito, partito conservatore ed europeista al tempo stesso, divenne parlamentare nel dicembre del 2020 e lo rimase sino alla morte, avvenuta nel gennaio del 2023 per un tumore cerebrale. 

## Vita privata
Vakhtang Kikabidze ebbe due figli, nati dal suo unico matrimonio.

## Discografia
- Pis'mo drugu, BUBA Records, 1999
- Sekret Sčast'ja, BUBA Records, 1999
- Tango Ljubvi, OST-Records, 1999
- Lučšie pesni, Noks Myuzik 2001
- Grand Collection, Kvadro-Disk, 2002
- Moi goda, Russkoie snabshenie 2003
- Stariki-razbojniki, Super Music 2004
- Ljubovnoe nastroenie, Nikitin, 2005